# Eurosong 2008 (Belgien)
Der Eurosong war die belgische Vorentscheidung zum Eurovision Song Contest 2008 in Belgrad. Der austragende Fernsehsender war VRT.
Der Vorentscheid bestand aus vier Viertelfinals, zwei Semifinals und einem Finale.

## Datum der Sendungen
- 1. Viertelfinale: 27. Januar 2008
- 2. Viertelfinale: 3. Februar 2008
- 3. Viertelfinale: 10. Februar 2008
- 4. Viertelfinale: 17. Februar 2008
- 1. Semifinale: 24. Februar 2008
- 2. Semifinale: 2. März 2008
- Finale: 9. März 2008

## Viertelfinals
Die Interpreten mit den Platzierungen eins und zwei kommen in die Semifinals, die dritten und vierten sind Wildcard-Anwärter, Platz fünf ist ausgeschieden.

### 1. Viertelfinale
| Startnummer | Interpret    | Song                     | Platzierung |
| ----------- | ------------ | ------------------------ | ----------- |
| 01          | Katy Satyn   | Magical Sensation        | 1           |
| 02          | Raeven       | Shut down the heat match | 3           |
| 03          | Brahim       | What I like about you    | 2           |
| 04          | Eva Darche   | We breathe               | 5           |
| 05          | Femme Fatale | Décadence                | 4           |

### 2. Viertelfinale
| Startnummer | Interpret     | Song                   | Platzierung |
| ----------- | ------------- | ---------------------- | ----------- |
| 01          | Kenza         | Breaking all the rules | 3           |
| 02          | EFR           | Your guiding star      | 4           |
| 03          | Ishtar        | O julissi na jalini    | 1           |
| 04          | Esther        | Game over              | 5           |
| 05          | Tanja Dexters | Addicted to you        | 2           |

### 3. Viertelfinale
| Startnummer | Interpret     | Song                 | Platzierung |
| ----------- | ------------- | -------------------- | ----------- |
| 01          | Ellis T       | My music             | 3           |
| 02          | Tabitha Cycon | Rumour has it        | 4           |
| 03          | Di Bono       | I´m not sorry        | 5           |
| 04          | Nelson        | If I can't find love | 1           |
| 05          | Geena Lisa    | Wheel of time        | 2           |

### 4. Viertelfinale
| Startnummer | Interpret         | Song                   | Platzierung |
| ----------- | ----------------- | ---------------------- | ----------- |
| 01          | Francesco Palmeri | Vagabundo              | 5           |
| 02          | Paranoicas        | Shout it out           | 2           |
| 03          | Elisa             | Around the World       | 3           |
| 04          | A Butterfly Mind  | Lonely hearts on wheel | 4           |
| 05          | Sandrine          | I feel the same way    | 1           |

### Wildcards
Die Beiträge 
- A Butterfly Mind - Lonely hearts on wheel und
- Tabitha Cycon - Rumour has it

waren als Wildcardgewinner für die Semifinals qualifiziert.

## Semifinals
Platz eins und zwei qualifizieren sich für das Finale, Platz drei und vier kommen in die Second Chance-Runde, Platz fünf scheidet aus.

### 1. Semifinale
| Startnummer | Interpret        | Song                   | Platzierung |
| ----------- | ---------------- | ---------------------- | ----------- |
| 01          | Tanja Dexters    | Addicted to you        | 5           |
| 02          | Nelson           | If I can't find love   | 1           |
| 03          | Paranoicas       | Shout it out           | 2           |
| 04          | A Butterfly Mind | Lonely heart on wheels | 3           |
| 05          | Katy Satyn       | Magical Sensation      | 4           |

### 2. Semifinale
| Startnummer | Interpret     | Song                  | Platz |
| ----------- | ------------- | --------------------- | ----- |
| 01          | Geena Lisa    | Wheel of time         | 5     |
| 02          | Tabitha Cycon | Rumour has it         | 3     |
| 03          | Sandrine      | I feel the same way   | 2     |
| 04          | Ishtar        | O julissi na jalini   | 1     |
| 05          | Brahim        | What I like about you | 4     |

Nach beiden Semifinals qualifizierten sich also fürs Finale:
- Nelson (If I can't find love), Paranoicas(Shout it out), Sandrine (I feel the same way), Ishtar (O julissi na jalini) und als Wildcard-Gewinner Brahim (What I like about you)

## Finale
| Startnummer | Interpret  | Song                   | Platz |
| ----------- | ---------- | ---------------------- | ----- |
| 01          | Brahim     | What I like about you  | 4     |
| 02          | Paranoiacs | Shout it out           | 3     |
| 03          | Nelson     | When I can't find love | 5     |
| 04          | Sandrine   | I feel the same way    | 2     |
| 05          | Ishtar     | O julissi na jalini    | 1     |

## Eurovision
Ishtar erreichten beim Eurovision Song Contest 2008 in Belgrad (Serbien) den 17. Platz im Semifinale, qualifizierten sich also nicht für das Finale.

## Anderes
- Beim Finale des Contests verkündete die zweitplatzierte Sandrine die belgischen Punkte.
- Katrina Leskanich war Mitglied der Jury, die die Wildcards bestimmte. Weiterhin gehörten Kris Wouters von Clouseau und Marcel Vanthilt dazu.
- Das Lied Game Over von Esther war das einzige auf Niederländisch, es wurden auch zwei englische Versionen aufgenommen, eine davon heißt No Smoke und war die Debüt-Single von Queensberry. Hinzu kommt ein Lied auf Französisch-Italienisch (Vagabundo von Francesco Palmeri) und Ishtar mit dem Lied in Phantasiesprache. Alle anderen Lieder waren (zumindest vorwiegend) Englisch.